# بخش کروک لیک، شهرستان کاس، مینه سوتا
بخش کروک لیک (به انگلیسی: Crooked Lake Township) یک منطقهٔ مسکونی در ایالات متحده آمریکا است که در شهرستان کاس، مینه‌سوتا واقع شده‌است.
 بخش کروک لیک ۹۳٫۵ کیلومتر مربع مساحت و ۴۹۸ نفر جمعیت دارد و ۴۰۳ متر بالاتر از سطح دریا واقع شده‌است.